# Renato Percan
Renato Percan (Trget, 29. listopada 1936. – Pula, 21. listopada 2013.),hrvatski slikar Jedan od najpoznatijih labinskih likovnih umjetnika. Živio je i radio u Medulinu.

## Životopis
Rođen 1936. je godine u Trgetu. U Zagrebu se školovao na Školi primijenjenih umjetnosti u klasi profesora Vilka Glihe, koju je završio 1962. godine. Diplomirao na zagrebačkoj Akademiji likovnih umjetnosti 1966. godine u klasi profesora Alberta Kinerta. Poslije studija vratio se u rodni kraj. Stvarao je slike i izlagao u zemlji i inozemstvu. Izlagao od 1968. na 45 samostalnih i više od dvjesta skupinih izložbi. Sudionik dviju kolonija.
Zaposlio se 1967. godine radio kao profesor likovnog odgoja u osnovnoj školi u Medulinu, te u Gimnaziji pedagoškog usmjerenja u Puli. Radio je do 1972. godine. Od 1978. godine bio je član Hrvatske zajednice samostalnih umjetnika. Od tad se bavio samo slikarstvom i dekoracijom. Bio je član Hrvatskog društva likovnih umjetnika Rijeke, Labinskih atelijera te Hrvatskog društva likovnih umjetnika Istre. Umro je u pulskoj bolnici nakon duge bolesti. Pokopan je 23. listopada 2013. na mjesnom groblju u Nedešćini.
Slikao je biblijske motive, ljudske borbe, strasti i tragedije, erosa i thanatosa.
Dobio je mnoge nagrade, 20 nagrada i priznanja. 2008. godine općina Raša mu je nagradu za životno djelo. Predsjednik Republike Hrvatske Franjo Tuđman odlikovao ga je godine 1996. Redom Danice hrvatske s likom Marka Marulića. O Percanu su napisane dvije monografije. Autor prve je Josip Depolo („Renato Percan – trideset stvaralačkih godina“, 1997.), a drugu su potpisali Berislav Valušek, Gorka Ostojić – Cvajner i Darko Glavan („Renato Percan crtač“, 2007.).
O svom radu je rekao "Moj rodni Trget i zvuk rudarskih vagoneta Raše su kao dio mog djetinjstva trajno ugrađeni u mene, postavši i dio moje likovne preokupacije".